# Workington
Workington ist eine Stadt mit 24.295 Einwohnern (2001) und eine Civil Parish an der Westküste von Cumbria, England an der Mündung des Flusses Derwent.
Workington war lange Zeit als Produzent von Kohle, Stahl und hochwertigem Eisenerz bekannt.

## Geschichte
Ein römisches Lager, das heute allgemein als Burrows Walls bekannt ist, wurde im 2. Jahrhundert als Teil der Küstenverteidigung Cumbrias und Fortsetzung des Hadrianswalls gebaut. Zum Lager am nördlichen Ufer des Derwent gehörte auch ein Wachturm am südlichen Ufer, der ebenfalls Teil des Befestigungssystems war.
1568 verbrachte Maria Stuart auf der Flucht nach der Schlacht von Langside ihre erste Nacht auf englischem Boden in Workington.
Die Eisenerzvorkommen bei Workington wurden lange Zeit abgebaut. Große Bedeutung kam den Vorkommen zu als Henry Bessemer das erste Verfahren zur Massenproduktion von Stahl entwickelte. Das Verfahren benötige in seiner Anfangszeit besonders schwefelarmes Erz und dieses findet man in der Umgebung von Workington zusammen mit der für die Verarbeitung nötigen Kohle. Bis 1977 wurde nach dem Bessemer-Verfahren Stahl in Workington produziert, das Stahlwerk schloss vollständig 2006.
Mit dem Ende der Stahlproduktion verlor Workington seinen größten Arbeitgeber und Arbeitslosigkeit wurde ein großes Problem für den Ort in der strukturschwachen Region. Der British Cattle Movement Service, der den Rinderbestand Großbritanniens nach der BSE-Krise überwacht, wurde in Workington angesiedelt.
Von den ursprünglich drei Bahnhöfen, die es in Workington gab, wird heute nur noch der Bahnhof Workington (Main) der Cockermouth and Workington Railway als Bahnhof Workington an der heutigen Cumbrian Coast Line betrieben. Der Bahnhof Workingtion Bridge der Cockermouth and Workington Railway und der Bahnhof Workington Central der Cleator and Workington Junction Railway wurden geschlossen.
Workington war von der Überflutung in Cumbria in der Folge extremer Regenfälle im November 2009 stark betroffen. Zwei von drei Straßenbrücken über den Derwent im Innenstadtbereich wurden am 20. November 2009 zerstört und die dritte schwer beschädigt. Network Rail betrieb deshalb zwischen dem 30. November 2009 und dem 8. Oktober 2010 den Behelfsbahnhof Workington North, da die Eisenbahnbrücke unbeschädigt war und alle Züge auf der Cumbrian Coast Line sowohl am Bahnhof Workington wie auch dem Behelfsbahnhof hielten und so eine Verbindung zwischen den Ortsteilen nördlich und südlich des Derwent für Fußgänger herstellten.
Die in der Flut von 2009 zerstörten Northside Bridge, deren Neubau 2011 begann, wurde im Oktober 2012 offiziell eröffnet. Sie wurde 2013 mit dem Builder and Engineers Award ausgezeichnet, nachdem sie zuvor bereits andere Architekturpreise gewonnen hatte.

## Städtepartnerschaften
- Selm (Deutschland)
- Val-de-Reuil (Frankreich)

## Sport
Die Speedway-Mannschaft der Workington Comets startet in der britischen Speedway-Premier League.